# مالا وپا
مالا وپا (به چکی: Malá Úpa) یک منطقهٔ مسکونی در جمهوری چک است که در منطقه تروتنوف واقع شده‌است. مالا وپا  ۱۳۰ نفر جمعیت دارد.